# Liste des gouverneurs du Wyoming
Le gouverneur du Wyoming (en anglais : Governor of Wyoming) est le chef de la branche exécutive du gouvernement de l'État américain du Wyoming.

## Liste
| No  | Nom                    | Affiliation politique | Affiliation politique | Mandat               |
| --- | ---------------------- | --------------------- | --------------------- | -------------------- |
| 1.  | Francis E. Warren      |                       | Parti républicain     | 1890                 |
| 2.  | Amos W. Barber         |                       | Parti républicain     | 1890–1893            |
| 3.  | John E. Osborne        |                       | Parti démocrate       | 1893–1895            |
| 4.  | William A. Richards    |                       | Parti républicain     | 1895–1899            |
| 5.  | DeForest Richards      |                       | Parti républicain     | 1899–1903            |
| 6.  | Fenimore Chatterton    |                       | Parti républicain     | 1903–1905            |
| 7.  | Bryant B. Brooks       |                       | Parti républicain     | 1905–1911            |
| 8.  | Joseph M. Carey        |                       | Parti démocrate       | 1911–1915            |
| 9.  | John B. Kendrick       |                       | Parti démocrate       | 1915–1917            |
| 10. | Frank L. Houx          |                       | Parti démocrate       | 1917–1919            |
| 11. | Robert D. Carey        |                       | Parti républicain     | 1919–1923            |
| 12. | William Bradford Ross  |                       | Parti démocrate       | 1923–1924            |
| 13. | Frank E. Lucas         |                       | Parti républicain     | 1924–1925            |
| 14. | Nellie Tayloe Ross     |                       | Parti démocrate       | 1925–1927            |
| 15. | Frank C. Emerson       |                       | Parti républicain     | 1927–1931            |
| 16. | Alonzo M. Clark        |                       | Parti républicain     | 1931–1933            |
| 17. | Leslie A. Miller       |                       | Parti démocrate       | 1933–1939            |
| 18. | Nels H. Smith          |                       | Parti républicain     | 1939–1943            |
| 19. | Lester C. Hunt         |                       | Parti démocrate       | 1943–1949            |
| 20. | Arthur G. Crane        |                       | Parti républicain     | 1949–1951            |
| 21. | Frank A. Barrett       |                       | Parti républicain     | 1951–1953            |
| 22. | C.J. "Doc" Rogers      |                       | Parti républicain     | 1953–1955            |
| 23. | Milward L. Simpson     |                       | Parti républicain     | 1955–1959            |
| 24. | John J. Hickey         |                       | Parti démocrate       | 1959–1961            |
| 25. | Jack R. Gage           |                       | Parti démocrate       | 1961–1963            |
| 26. | Clifford P. Hansen     |                       | Parti républicain     | 1963–1967            |
| 27. | Stanley Knapp Hathaway |                       | Parti républicain     | 1967–1975            |
| 28. | Edgar J. Herschler     |                       | Parti démocrate       | 1975–1987            |
| 29. | Mike Sullivan          |                       | Parti démocrate       | 1987–1995            |
| 30. | Jim Geringer           |                       | Parti républicain     | 1995–2003 (élection) |
| 31. | Dave Freudenthal       |                       | Parti démocrate       | 2003–2011            |
| 32. | Matt Mead              |                       | Parti républicain     | 2011–2019            |
| 33. | Mark Gordon            |                       | Parti républicain     | 7 janvier 2019–      |